# Реза Атрі
Реза Атрі Нагхарчі (перс. ضا اطری نقارچی; нар. 8 серпня 1994, Бабол, остан Мазендеран) — іранський борець вільного стилю, чемпіон та бронзовий призер чемпіонатів Азії, бронзовий призер Азійських ігор, володар Кубку світу, бронзовий призер Всесвітніх ігор військовослужбовців, учасник Олімпійських ігор.

## Життєпис
Боротьбою почав займатися з 2004 року. У 2014 році здобув срібну медаль чемпіонату Азії серед юніорів. У 2017 році дебютував на дорослому рівні в національній збірній. На чемпіонаті Азії здобув бронзову нагороду, а на чемпіонаті світу став тринадцятим. Але вже через два роки, у 2019 став чемпіоном Азії та посів п'яте місце на чемпіонаті світу, що дозволило йому вибороти ліцензію на участь в літніх Олімпійських іграх 2020 року в Токіо. На шляху до півфіналу переміг Сулеймана Атли з Туреччини (3:2) та Ерденебатина Бехбаяра з Монголії (5:1). У півфіналі зустрічався з Зауром Угуєвим з Росії і поступився з рахунком 3:8. У сутичці за бронзову нагороду програв Томасу Гілману зі США (1:9).
Виступає за борцівський клуб Бабола. Тренер — Махмуд Хасан Нія.
Закінчив Університет SAMA в Баболі.

## Спортивні результати на міжнародних змаганнях

### Виступи на Олімпіадах
| Змагання                    | Збірна | Вагова категорія          | Місце |
| --------------------------- | ------ | ------------------------- | ----- |
| Літні Олімпійські ігри 2020 | Іран   | вільна боротьба, до 57 кг | 5     |

### Виступи на Чемпіонатах світу
| Змагання                        | Збірна | Вагова категорія          | Місце  |
| ------------------------------- | ------ | ------------------------- | ------ |
| Чемпіонат світу з боротьби 2017 | Іран   | вільна боротьба, до 57 кг | 13     |
| Чемпіонат світу з боротьби 2018 | Іран   | вільна боротьба, до 57 кг | 11     |
| Чемпіонат світу з боротьби 2019 | Іран   | вільна боротьба, до 57 кг | 5      |
| Чемпіонат світу з боротьби 2022 | Іран   | вільна боротьба, до 61 кг | Срібло |
| Чемпіонат світу з боротьби 2023 | Іран   | вільна боротьба, до 61 кг | 21     |

### Виступи на Чемпіонатах Азії
| Змагання                       | Збірна | Вагова категорія          | Місце  |
| ------------------------------ | ------ | ------------------------- | ------ |
| Чемпіонат Азії з боротьби 2017 | Іран   | вільна боротьба, до 57 кг | Бронза |
| Чемпіонат Азії з боротьби 2019 | Іран   | вільна боротьба, до 57 кг | Золото |

### Виступи на Азійських іграх
| Змагання           | Збірна | Вагова категорія          | Місце  |
| ------------------ | ------ | ------------------------- | ------ |
| Азійські ігри 2018 | Іран   | вільна боротьба, до 57 кг | Бронза |

### Виступи на Кубках світу
| Змагання                    | Збірна | Вагова категорія          | Місце  |
| --------------------------- | ------ | ------------------------- | ------ |
| Кубок світу з боротьби 2016 | Іран   | вільна боротьба, до 57 кг | Золото |

### Виступи на Всесвітніх іграх військовослужбовців
| Змагання                                | Збірна | Вагова категорія          | Місце  |
| --------------------------------------- | ------ | ------------------------- | ------ |
| Всесвітні ігри військовослужбовців 2015 | Іран   | вільна боротьба, до 57 кг | Бронза |

### Виступи на інших змаганнях
| Змагання                                     | Збірна | Вагова категорія          | Місце  |
| -------------------------------------------- | ------ | ------------------------- | ------ |
| Кубок Тахті 2013                             | Іран   | вільна боротьба, до 55 кг | 15     |
| Кубок Тахті 2015                             | Іран   | вільна боротьба, до 57 кг | Бронза |
| Турнір Дана Колова — Николи Петрова 2015     | Іран   | вільна боротьба, до 57 кг | Срібло |
| Гран-прі Парижа з боротьби 2016              | Іран   | вільна боротьба, до 57 кг | Золото |
| Турнір Олександра Медведя 2016               | Іран   | вільна боротьба, до 57 кг | Золото |
| Золотий Гран-прі з боротьби 2016             | Іран   | вільна боротьба, до 57 кг | 5      |
| Гран-прі «Іван Яригін» 2017                  | Іран   | вільна боротьба, до 57 кг | 19     |
| Київський Міжнародний турнір з боротьби 2017 | Іран   | вільна боротьба, до 57 кг | Бронза |
| Клубний чемпіонат світу з боротьби 2018      | Іран   | команда                   | Золото |
| Клубний чемпіонат світу з боротьби 2019      | Іран   | команда                   | Золото |
| Меморіал Вацлава Циолковського 2021          | Іран   | вільна боротьба, до 61 кг | 4      |
| Відкритий чемпіонат Загреба з боротьби 2023  | Іран   | вільна боротьба, до 61 кг | Золото |

### Виступи на змаганнях молодших вікових груп
| Змагання                                      | Збірна | Вагова категорія          | Місце  |
| --------------------------------------------- | ------ | ------------------------- | ------ |
| Чемпіонат Азії з боротьби серед юніорів 2014  | Іран   | вільна боротьба, до 55 кг | Срібло |
| Чемпіонат світу з боротьби серед юніорів 2014 | Іран   | вільна боротьба, до 55 кг | 7      |
| Чемпіонат світу з боротьби серед молоді 2017  | Іран   | вільна боротьба, до 57 кг | 14     |